# Гі Гуталс
Гі Гуталс (нід. Guy Goethals, 26 грудня 1952) — бельгійський футбольний арбітр. Арбітр ФІФА з 1990 по 1997 рік.

## Кар'єра
Син видатного футбольного тренера Раймона Гуталса. Коли його батько був тренером «Сінт-Трюйдена», Гі грав у юнацькій команді цього клубу, а згодом покинув кар'єру футболіста і зробив перші кроки в роботі арбітра. З кінця вісімдесятих і до середини дев'ятдесятих років Гуталс був одним з найкращих арбітрів бельгійського футболу й у 1994, 1995 та 1996 роках визнавався найкращим арбітром країни.
З 1990 року був арбітром ФІФА і того ж року був арбітром на молодіжному чемпіонаті Європи, а наступного і на молодіжному чемпіонаті світу. Всього відсудив ряд міжнародних матчів, зокрема, чвертьфінал Кубка європейських чемпіонів між «Баварією» та «Порту» у сезоні 1990/91. Він також відсудив по одному матчу на груповому етапі чемпіонату Європи 1992 та 1996 років.
На другому з цих чемпіонатів Європи Гуталс разом зі своїми помічниками Марком Ван ден Бруком і Стані оп де Беком судив матч між двома зірковими збірними — Німеччини та Італії. Гра відбулася на «Олд Траффорд» і завершилася нульовою нічиєю. Гуталс вже на старті матчу призначив пенальті у ворота німців, яке не реалізував Джанфранко Дзола, а в другому таймі показав другу жовту картку німецькому захиснику Томасу Штрунцу, але італійці навіть у більшості не змогли перемогти. Ця перемога дозволила Німеччині виграти групу і в подальшому стати переможцем турніру, а італійці через втрату очок не вийшли з групи. Це був також останній міжнародний матч у кар'єрі Гуталса.
Після своєї кар'єри судді Гіпішов працювати в Центральний суддівський комітет (CSC). Зараз він спостерігає й оцінює чиновників УЄФА на міжнародних змаганнях.